# ホワイトペーパー
ホワイトペーパー（white paper）とは白書のことであるが、近年、ホワイトペーパーという用語は、政府でない何かを議論する文書という意味でも使用される。この項目ではそのような文書について記述する。
多くのホワイトペーパーは特定の技術と商品の利点を支持する。これらのタイプのホワイトペーパーはたいていマーケティングコミュニケーションのための文書であり、調査された問題またはトピックと関連している具体的なその会社のソリューションまたは製品を売りこむようにデザインされる。マーケティングの道具として、これらの書類が、いつも、話題、製品、またはテクノロジーとの、その会社の関与と関連したあらゆるネガティブな面を最小化し、執筆もしくは後援している会社に好ましい情報を強調するであろうということに注意することは重要である。そのようなホワイトペーパーは、手本を収集し、指導者を設立し、あるいは販売を終了するために使用される。これはホワイトペーパー(白書)の本来の使用法とまったく違う。